# Coppa Mitropa 1985-1986
La Coppa Mitropa 1985-1986 fu la quarantaquattresima edizione del torneo, fu disputata a Pisa e venne vinta dagli italiani del Pisa, al primo titolo nella competizione.
Per semplificare il torneo, si passò ad un semplice quadrangolare ospitato in Italia. Per equilibrare, solo gli italiani continuarono a mandare i vincitori della Serie B, mentre per gli altri tre paesi si tornò alla miglior squadra non qualificata alle coppe europee.

## Partecipanti
| Nazione                   | Squadra          | Campionato                              | Note |
| ------------------------- | ---------------- | --------------------------------------- | ---- |
| Cecoslovacchia (bandiera) | SK Sigma Olomouc | 6º campionato di Cecoslovacchia 1984-85 |      |
| Jugoslavia (bandiera)     | NK Rijeka        | 8º campionato di Jugoslavia 1984-85     |      |
| Ungheria (bandiera)       | Debreceni VSC    | 8º campionato d'Ungheria 1984-85        |      |
| Italia (bandiera)         | Pisa             | 1º campionato d'Italia serie B 1984-85  |      |

## Torneo

### Semifinali
Gare giocate il 14 novembre a Pisa e Lucca
| Squadra 1     | Risultato | Squadra 2        |
| ------------- | --------- | ---------------- |
| Pisa          | 1 - 0     | SK Sigma Olomouc |
| Debreceni VSC | 1 - 0     | NK Rijeka        |

### Finale 3º-4º posto
Gara giocata il 17 novembre a Pisa
| Squadra 1 | Risultato | Squadra 2        |
| --------- | --------- | ---------------- |
| NK Rijeka | 3 - 2     | SK Sigma Olomouc |

### Finale
Gara giocata il 17 novembre a Pisa
| Squadra 1 | Risultato | Squadra 2     |
| --------- | --------- | ------------- |
| Pisa      | 2 - 0     | Debreceni VSC |

| Arbitro: | Matusik |

| |            |                                                                                                |
| Colantuono 42’ Kieft 77’                                                                                                | Marcatori  |                                                                                                |
| Mannini Colantuono (86' Chiti) Volpecina Mariani Ipsaro Progna Berggreen Armenise Kieft Giovannelli Muro (58' Baldieri) | Formazioni | Mező Cseke (68' Varga) Nagy (35' Bücs) Duró Till Szűcs Zs. Magyar B. Magyar Szabó Mörtel Benyó |

## Classifica marcatori
|  | Gol | Marcatore      | Squadra   |
|  | --- | -------------- | --------- |
|  | 2   | Janko Janković | NK Rijeka |